# Volker Beck (Leichtathlet)

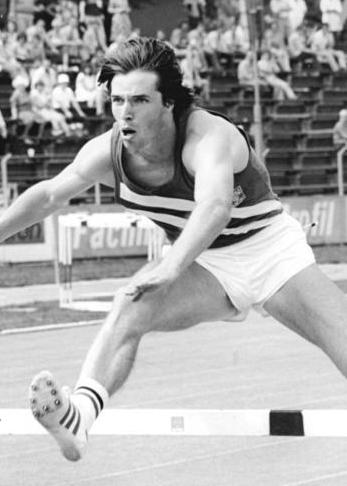
Volker Beck im Jahr 1981

Volker Beck (* 30. Juni 1956 in Nordhausen) ist ein deutscher Leichtathlet, der vorwiegend über 400 Meter Hürden startete. In dieser Disziplin wurde er für die DDR Olympiasieger 1980 in Moskau mit einer Zeit von 48,70 s und ist damit der einzige deutsche 400-Meter-Hürden-Olympiasieger. Er profitierte dabei allerdings vom Olympiaboykott der USA, aufgrund dessen der hohe Favorit Edwin Moses nicht am Start war. Außerdem gewann er in Moskau eine Silbermedaille mit der 4-mal-400-Meter-Staffel der DDR.

## Weitere Erfolge
- 1975 Junioreneuropameisterschaften in Athen: Platz 1 über 4 × 400 m, Platz 2 über 400 m Hürden
- 1977 Europapokalsieger Helsinki (48,90 s – erster Deutscher unter 49 Sekunden)
- 1977 Weltcup Düsseldorf Platz 2 über 400 m Hürden (48,83 s); Platz 2 über 400 m (45,50 s)
- 1979 Europapokal Turin 3. Platz 400 m Hürden in 48,58 s
- 1979 Weltcup Montreal 4. Platz 400 m Hürden in 49,66 s
- 1981 Europapokalsieger Zagreb 400 m Hürden in 48,94 s
- 1981 Weltcup Rom 2. Platz 400 m Hürden in 49,16 s
- DDR-Meister 1980, 1981 und 1983 über 400 m Hürden

Volker Beck gehörte dem Sportklub SC Turbine Erfurt an. Bei einer Größe von 1,91 m hatte er ein Wettkampfgewicht von 82 kg.
Nach seiner aktiven Karriere war Volker Beck als Trainer tätig, u. a. als Bundestrainer für den Deutschen Leichtathletik-Verband (DLV) und bei der LG Eintracht Frankfurt (Main), wo er 400-Meter-Läufer sowie den inzwischen zurückgetretenen Olympiasieger 2000 im 800-Meter-Lauf, Nils Schumann betreute.

## Auszeichnungen (Auswahl)
- 1980: Vaterländischer Verdienstorden in Silber